# Carina Jonsson
Carina Jonsson, född 15 april 1969, är en svensk bågskytt. Hon deltog vid olympiska sommarspelen 1988.